# D810 (Landes)
De D810 is een departementale weg in het Zuid-Franse departement Landes. De weg loopt van Saint-Geours-de-Maremne via Saint-Vincent-de-Tyrosse naar de grens met Pyrénées-Atlantiques. In Pyrénées-Atlantiques loopt de weg als D810 verder naar Bayonne en Spanje.

## Geschiedenis
Oorspronkelijk was de D810 onderdeel van de N10. In 2006 werd de weg overgedragen aan het departement Landes, omdat de weg geen belang meer had voor het doorgaande verkeer vanwege de parallelle autosnelweg A63. De weg is toen omgenummerd tot D810.